# دورية غيات (سيارة)
دورية غيات، أول سيارة أمنية مغربية ذكية تم عرضها بمدينة أكادير بمناسبة الاحتفال بالذكرى 68 لتأسيس المديرية العامة للأمن الوطني، وتدخل ضمن اتفاقية شراكة تجمع بين الأمن الوطني المغربي وشرطة أبو ظبي بدولة الإمارات.

## خصائص
سيارة أمنية ذكية، مصنعة خصيصا للشرطة المغربية، تم تدعيمها بأنظمة الذكاء الاصطناعي والتكامل الشامل مع قاعة القيادة والتنسيق والاتصال والبث المباشر مع باقي الوحدات الشرطية الميدانية والمتنقلة، كما تتميز بتصميم فريد وهيكل خارجي صلب. مجهزة بكاميرات تعمل بزاوية 360 درجة، مما يمكنها من مراقبة شاملة للمحيط. تتميز السيارة الشرطية المغربية بقدرتها على إطلاق طائرات مسيرة صغيرة تعزز قدرات الاستطلاع والمراقبة، وتسمح بتغطية أوسع وأكثر دقة للمناطق المستهدفة، خاصة في الحالات التي تتطلب استجابة سريعة ومراقبة من الجو.

## استخدام وظيفي
يدخل مجال اختصاصها ضمن الدوريات العاملة في مجال الأمن ومكافحة الجريمة، والتعرف على المركبات المبحوث عنها، كما لها القدرة على قراءة بصمة الوجه أو الرصد الحراري والتحقق من هوية الأشخاص، إلى جانب امتلاكها لأنظمة أمنية ذكية تضيء مقصورتها الداخية، كما لها القدرة على أداء بعض العمليات المرورية كتحرير المخالفات وتخطيط الحوادث المرورية.